# Yeo-wang-ui kkot
Yeo-wang-ui kkot (여왕의 꽃?, lett. Il fiore della regina; titolo internazionale The Flower of Queen, conosciuto anche come Queen's Flower, Flower of the Queen o Victoria) è un drama sudcoreano trasmesso su MBC dal 14 marzo al 30 agosto 2015.

## Trama
La vita di Lee Soo-jung subisce un violento scossone quando il fidanzato lascia lei e la figlia appena nata a causa di problemi finanziari. Soo-jung si vede così costretta a dare la bambina in adozione e a partire per gli Stati Uniti inseguendo il sogno americano. Qui cambia nome in Rena Jung ed entra in una scuola di cucina, ma il successo non arriva e la donna torna in Corea del Sud vent'anni dopo. Ancora bella ed estremamente ambiziosa, Rena diventa una famosa chef con un proprio programma di cucina e non si fa remore a falsificare le proprie credenziali, manipolare la gente e rubare le idee degli altri. Il suo obiettivo finale è sposarsi senza amore per ottenere soldi e fama, e il suo obiettivo è Park Min-joon, il figlio maggiore del presidente del TNC Group.
Park Min-joon ha perso la madre quando era bambino, e suo padre Park Tae-soo si è risposato, ma la matrigna Ma Hee-ra ha creato una spaccatura tra padre e figlio grazie ai suoi modi intriganti. Min-joon è cresciuto diventando uno stacanovista cinico e serio che non ha interesse nelle donne e non le trova degne del suo tempo, ma dentro di sé nasconde un'anima sola che cerca affetto. Un giorno incontra Rena, assunta per gestire uno dei nuovi ristoranti del TNC Group, e ne rimane colpito, chiedendole di sposarlo. Quando scopre che la donna ha orchestrato tutto per sedurlo e riuscire un giorno a prendere le redini del TNC Group, Min-joon si sente tradito e si allontana da lei, mentre Rena inizia ad amarlo seriamente.
Il fratellastro minore di Min-joon è il ricco playboy Park Jae-joon, che accondiscende a tutti i desideri della madre Hee-ra, la quale stravede per lui e insiste che entri in una scuola di medicina e diventi chirurgo plastico. La donna organizza un appuntamento al buio a Kaohsiung, Taiwan, tra suo figlio e Seo Yoo-ra, unica figlia della coppia di medici Seo In-chul e Choi Hye-jin, ma Jae-joon incontra invece Kang Yi-sol, che Yoo-ra ha pagato per prendere il suo posto. Il ragazzo s'innamora di Yi-sol a prima vista, ma, quando scopre la verità, si convince che la ragazza cerchi solo il denaro.
Kang Yi-sol è cresciuta felicemente a Taiwan nonostante la povertà. Con il cuore spezzato dopo la breve relazione con Jae-joon, la ragazza raggiunge la Corea per il funerale della nonna, scoprendo, tra i suoi averi, che la donna che l'ha cresciuta, Gu Yang-soon, non è sua madre. Yi-sol riesce a rintracciare il padre biologico, che si rivela essere il padre di Yoo-ra, Seo In-chul, ma l'uomo non vuole avere nulla a che fare con lei. Mentre scava nel suo passato, Yi-sol arriva sempre più vicina a scoprire che la madre che l'ha abbandonata è Rena Jung.

## Personaggi
- Rena Jung/Jung Eun-hye/Lee Soo-jung, interpretata da Kim Sung-ryung
- Kang Yi-sol, interpretata da Lee Sung-kyung
- Park Min-joon, interpretato da Lee Jong-hyuk
- Park Jae-joon, interpretato da Yoon Park
- Ma Hee-ra, interpretata da Kim Mi-sook
- Park Tae-soo, interpretato da Jang Yong
- Gu Yang-soon, interpretata da Song Ok-sook
- Ho Sam-shik, interpretato da Jo Hyung-ki
- Choi Hye-jin, interpretata da Jang Young-nam
- Seo In-chul, interpretato da Lee Hyung-chul
- Seo Yoo-ra, interpretata da Go Woo-ri
- Heo Dong-gu, interpretato da Kang Tae-oh
- Kang Eun-sol, interpretata da Lee Hye-in
- Jung Hee-yeon, interpretata da Yang Jung-a
- Heo Young-gu, interpretato da Choi Ro-woon
- Ma Chang-soo, interpretato da Oh Dae-hwan
- Bang Eun-ah, interpretato da Sunwoo Yong-nyeo
- Chef Na, interpretata da Choi Eun-kyung
- Kim Do-shin, interpretato da Jo Han-chul
- Julian, interpretato da Jung Hee-tae
- Capo sezione Oh, interpretato da Son Hwa-ryung
- Shin Ji-soo, interpretata da Kim Chae-yeon

## Episodi
| Episodio | Titolo | Data di trasmissione | Dati TNMS           | Dati TNMS                  | Dati AGB            | Dati AGB                   |
| Episodio | Titolo | Data di trasmissione | A livello nazionale | Area metropolitana di Seul | A livello nazionale | Area metropolitana di Seul |
| -------- | --- | -------------------- | ------------------- | -------------------------- | ------------------- | -------------------------- |
| 1        | 하루 빨리 저 꼭대기로 올라가고 싶어?; Voglio raggiungere la vetta il prima possibile                                | 14 marzo 2015        | 18,1%               | 20,6%                      | 17,1%               | 18,7%                      |
| 2        | 처음부터 끝까지 억지 맞선일 뿐이었어요?; Era un incontro pianificato dall'inizio alla fine                          | 15 marzo 2015        | 17,1%               | 20,8%                      | 16,8%               | 18,7%                      |
| 3        | 어쩌면 이게 하늘이 주신 기일지 몰라?; Forse è questo che il cielo mi ha dato                                        | 21 marzo 2015        | 19,0%               | 22,8%                      | 18,2%               | 19,6%                      |
| 4        | 내가 고작 그 정도로 만족할 것 같아??; Pensi che solo questo mi soddisferà?                                          | 22 marzo 2015        | 16,2%               | 19,8%                      | 17,0%               | 18,8%                      |
| 5        | 그런 더러운 누명까지 쓰며 일하고 싶지 않아요?; Non voglio lavorare con un nome tanto sporco                         | 28 marzo 2015        | 15,5%               | 18,7%                      | 14,9%               | 15,9%                      |
| 6        | 내 꿈을 같이 이뤄 줄 사람이니까.?; Perché sono io che posso far realizzare il mio sogno.                            | 29 marzo 2015        | 14,6%               | 18,0%                      | 15,1%               | 15,8%                      |
| 7        | 왜 이렇게 가슴이 뛰는거야??; Perché il cuore batte così?                                                            | 4 aprile 2015        | 13,9%               | 16,9%                      | 14,6%               | 15,9%                      |
| 8        | 더 놓은 사다리가 있다면 바꿔 타는 게 당연해!?; Se ci sono altre scale, è naturale cambiare!                         | 5 aprile 2015        | 12,9%               | 15,7%                      | 14,5%               | 15,6%                      |
| 9        | 나 살 구멍은 스스로 만드는 거야!?; Sono io a creare il buco in cui vivere!                                          | 11 aprile 2015       | 14,8%               | 18,2%                      | 14,6%               | 14,8%                      |
| 10       | 세상이 자기 편이 아니라는 걸 알게 될거야?; Scoprirai che il mondo non è dalla tua parte                             | 12 aprile 2015       | 12,5%               | 14,8%                      | 12,9%               | 14,1%                      |
| 11       | 그럼 다 네 짓이구나??; Allora stai facendo tutto tu?                                                                | 18 aprile 2015       | 12,1%               | 14,3%                      | 13,6%               | 15,4%                      |
| 12       | 내가 잡으면, 같이 있어줄 겁니까??; Se ti prendo, resterai con me?                                                   | 19 aprile 2015       | 12,3%               | 15,0%                      | 13,2%               | 14,2%                      |
| 13       | 그 애 네 눈앞에서 치울 거야?; Si libererà di te                                                                     | 25 aprile 2015       | 12,6%               | 14,0%                      | 13,6%               | 13,6%                      |
| 14       | 결국 원하는 거 이거잖아요!?; Dopotutto, è questo che vuoi!                                                          | 26 aprile 2015       | 12,2%               | 14,8%                      | 13,5%               | 13,5%                      |
| 15       | 예전의 레나정이 아니라는 거 곧 알게 될 거야?; Presto capirai di non essere più la vecchia Rena Jung                 | 2 maggio 2015        | 14,0%               | 17,3%                      | 12,6%               | 13,9%                      |
| 16       | 이야 모든 걸 알겠어요. 내가 여기 어떻게 들어왔는지.?; Io so tutto. Come avrei fatto ad arrivare qui?                | 3 maggio 2015        | 12,7%               | 14,8%                      | 12,9%               | 13,8%                      |
| 17       | 그 갓난 아기가 이렇게 컸어요?; La bambina è cresciuta così tanto                                                    | 9 maggio 2015        | 13,8%               | 16,5%                      | 13,8%               | 15,0%                      |
| 18       | 호적에 올리기도 전에 아파서 죽었다고!?; È morto prima di scriverlo sul registro di famiglia!                        | 10 maggio 2015       | 13,1%               | 15,9%                      | 14,4%               | 15,8%                      |
| 19       | 내가 천천히 갈테니까 너무 애쓰지 말아요.?; Non provarci tanto perché io ho intenzione di andare piano.              | 16 maggio 2015       | 10,8%               | 12,4%                      | 12,0%               | 12,8%                      |
| 20       | 민준씨에 대한 마음만 알아 주세요?; Per favore, dimmi cosa pensi di Min-joon                                         | 17 maggio 2015       | 14,5%               | 16,7%                      | 14,5%               | 15,7%                      |
| 21       | 내 속 마음을 모두 다 털어 놓는 건 니가 처음이야.?; È la prima volta che mi dici tutto ciò che hai nel cuore.        | 23 maggio 2015       | 11,9%               | 13,7%                      | 12,7%               | 13,5%                      |
| 22       | 일년 안에 쫓아내려고 작전 짜신 건 아니죠??; Non hai intenzione di liberarti di loro entro un anno, vero?            | 24 maggio 2015       | 13,6%               | 15,5%                      | 14,4%               | 15,1%                      |
| 23       | 박민준 마음..계속 너한테 머물 수 있을까??; Park Min-joon... Posso stare con te?                                     | 30 maggio 2015       | 12,7%               | 15,4%                      | 11,3%               | 12,5%                      |
| 24       | 이솔씨만 곁에 있으면 무슨 병이든 다 나을 것 같아?; Penso che guarirebbe tutto se stessi da sola con Yi-sol          | 31 maggio 2015       | 14,7%               | 18,5%                      | 14,1%               | 15,2%                      |
| 25       | 실망했어요? 내 남편이 아니라서??; Sei deluso? Perché lui non è mio marito?                                          | 6 giugno 2015        | 12,8%               | 16,6%                      | 13,0%               | 13,6%                      |
| 26       | 그 여자를 조종한 게 누군지 알아냈어요.?; Ho capito chi ha manipolato quella donna.                                  | 7 giugno 2015        | 15,0%               | 17,4%                      | 15,4%               | 16,7%                      |
| 27       | 버젓이 있는 애를 어떻게 없는 셈쳐요.?; Suppongo di non avere un figlio.                                             | 13 giugno 2015       | 13,3%               | 15,5%                      | 13,9%               | 15,4%                      |
| 28       | 재준씨를 사랑하는 거 겁내지 않을 거예요.?; Non avrò paura di amarti, Jae-joon.                                      | 14 giugno 2015       | 14,9%               | 18,8%                      | 15,6%               | 17,3%                      |
| 29       | 어떻게 해서든 내 약점을 알아내서 이혼시키려 하실꺼야!?; Alla fine, troverai i miei punti deboli per divorziare!     | 20 giugno 2015       | 12,7%               | 14,3%                      | 12,5%               | 13,4%                      |
| 30       | 축하해요~ 미래의 MC 이솔씨!?; Congratulazioni~ Futura presentatrice Yi-sol!                                         | 21 giugno 2015       | 15,3%               | 18,4%                      | 15,2%               | 15,9%                      |
| 31       | 넌 애당초 태어나지 말았어야 될 애였어?; Non era previsto che tu nascessi                                            | 27 giugno 2015       | 14,4%               | 16,1%                      | 13,9%               | 14,5%                      |
| 32       | 정말 대단들하시네요?; Sei davvero sorprendente                                                                      | 28 giugno 2015       | 15,2%               | 17,6%                      | 14,9%               | 15,6%                      |
| 33       | 그래도 네 생모 얼굴은 알고 살아야지?; Eppure, dovresti comunque conoscere il viso di tua madre                      | 4 luglio 2015        | 13,9%               | 15,9%                      | 14,9%               | 15,2%                      |
| 34       | 살고 싶으면 지금 당장 거기서 나오란 말이에요!?; Se vuoi vivere, esci subito da lì!                                  | 5 luglio 2015        | 14,4%               | 16,7%                      | 14,9%               | 14,9%                      |
| 35       | 스무살 무렵에 애를 낳아서 버렸다는 게 사실이냐??; È vero che hai dato alla luce una bambina quando avevi vent'anni? | 11 luglio 2015       | 14,9%               | 17,9%                      | 15,2%               | 16,6%                      |
| 36       | 됐어, 이 모든게 끝났어!?; Lascia stare, è tutto finito!                                                             | 12 luglio 2015       | 14,3%               | 17,0%                      | 16,6%               | 17,4%                      |
| 37       | 딱 그 또래의 딸아이가 하나 있더라고?; C'era solo una figlia dell'età giusta tra loro                                | 18 luglio 2015       | 14,9%               | 16,6%                      | 16,1%               | 16,8%                      |
| 38       | 강이솔 내 여자다! 우리 결혼한다!?; Kang Yi-sol è la mia donna! Ci siamo sposati!                                    | 19 luglio 2015       | 14,9%               | 17,8%                      | 16,9%               | 17,4%                      |
| 39       | 내가 너한테 줄 수 있는 건, 언나 상처 뿐이구나.?; Tutto ciò che posso darti è una ferita.                            | 25 luglio 2015       | 16,2%               | 18,3%                      | 15,7%               | 16,6%                      |
| 40       | 딱 한 번만 마지막으로 죄를 지어도 될까??; Posso peccare per l'ultima volta?                                         | 26 luglio 2015       | 15,6%               | 18,3%                      | 17,7%               | 18,3%                      |
| 41       | 친자확인 좀 하고 싶은데요..?; Voglio controllare la mia paternità..                                                 | 1 agosto 2015        | 15,3%               | 17,6%                      | 16,4%               | 16,5%                      |
| 42       | 분명히 다른 이유 있어! 내가 알아내고 말 거야!?; C'è sicuramente un altro motivo! Lo scoprirò!                       | 2 agosto 2015        | 15,2%               | 17,4%                      | 15,8%               | 16,0%                      |
| 43       | 날 위해 여길 떠나 줘?; Lasciami qui                                                                                 | 8 agosto 2015        | 16,3%               | 18,3%                      | 16,0%               | 15,7%                      |
| 44       | 입으로 말할 수 있게 해주세요?; Lascia che parli dalla tua bocca                                                     | 9 agosto 2015        | 16,5%               | 18,5%                      | 17,9%               | 17,9%                      |
| 45       | 내 인생은 어디서부터 잘못된 거야??; Dove la mia vita ha iniziato ad andare storta?                                  | 15 agosto 2015       | 15,0%               | 16,5%                      | 16,8%               | 17,2%                      |
| 46       | 니가 할 수 있는 일은 이혼 밖에 없어?; Tutto ciò che puoi fare è divorziare                                          | 16 agosto 2015       | 18,4%               | 19,5%                      | 19,2%               | 18,8%                      |
| 47       | 역시 엄마였어..!!?; Tipico di mia madre..!!                                                                         | 22 agosto 2015       | 16,9%               | 18,1%                      | 18,0%               | 18,9%                      |
| 48       | 다시는 날 찾아 오지마.?; Non tornare più a cercarmi.                                                                | 23 agosto 2015       | 18,4%               | 20,2%                      | 19,2%               | 19,2%                      |
| 49       | 네가 사랑하는 사람만 생각해.?; Pensa solo alle persone che ami.                                                     | 29 agosto 2015       | 20,4%               | 20,9%                      | 20,4%               | 20,9%                      |
| 50       | 도련님 출생에 얽힌 일이에요.?; Signorino, è una questione di nascita.                                               | 30 agosto 2015       | 20,4%               | 23,0%                      | 22,4%               | 23,0%                      |

## Colonna sonora
1. Say I Love You – Sunny Hill
2. Is This Our Love? (우리 사랑인가요) – Kim Yoon-ji
3. Love – Yeo-eun delle Melody Day
4. I'll Be Back (돌아올거야) – Joy o'clock
5. Say I Love You (Inst.)
6. Is This Our Love? (Inst.) (우리 사랑인가요 (Inst.))
7. Love (Inst.)
8. I'll Be Back (Inst.) (돌아올거야 (Inst.))

## Riconoscimenti
| Anno | Premio               | Categoria                                                                | Ricevente      | Risultato       |
| ---- | -------------------- | ------------------------------------------------------------------------ | -------------- | --------------- |
| 2015 | Korea Drama Awards   | Miglior nuova attrice                                                    | Lee Sung-kyung | Candidato/a     |
| 2015 | APAN Star Awards     | Premio all'eccellenza, attrice in un drama seriale                       | Kim Sung-ryung | Candidato/a     |
| 2015 | APAN Star Awards     | Miglior nuova attrice                                                    | Lee Sung-kyung | Candidato/a     |
| 2015 | MBC Drama Awards     | Premio alla massima eccellenza, attore in un progetto di drama speciale  | Lee Jong-hyuk  | Candidato/a     |
| 2015 | MBC Drama Awards     | Premio alla massima eccellenza, attrice in un progetto di drama speciale | Kim Sung-ryung | Candidato/a     |
| 2015 | MBC Drama Awards     | Premio all'eccellenza, attrice in un progetto di drama speciale          | Kim Mi-sook    | Candidato/a     |
| 2015 | MBC Drama Awards     | Miglior attore di supporto in un progetto di drama speciale              | Jo Han-chul    | Candidato/a     |
| 2015 | MBC Drama Awards     | Miglior attrice di supporto in un progetto di drama speciale             | Jang Young-nam | Candidato/a     |
| 2015 | MBC Drama Awards     | Miglior nuovo attore in un progetto di drama speciale                    | Yoon Park      | Candidato/a     |
| 2015 | MBC Drama Awards     | Miglior nuova attrice in un progetto di drama speciale                   | Lee Sung-kyung | Vincitore/trice |
| 2015 | MBC Drama Awards     | Migliori dieci stelle                                                    | Lee Sung-kyung | Vincitore/trice |
| 2016 | Baeksang Arts Awards | Miglior nuova attrice (TV)                                               | Lee Sung-kyung | Candidato/a     |